# Anisozyga calcinata
Anisozyga calcinata är en fjärilsart som beskrevs av Felder 1875. Anisozyga calcinata ingår i släktet Anisozyga och familjen mätare. Inga underarter finns listade i Catalogue of Life.